# Leicester City Football Club 2025-2026
Questa pagina raccoglie le informazioni riguardanti il Leicester City Football Club  nelle competizioni ufficiali della stagione 2025-2026.

## Stagione
La stagione 2025-26 sarà la centoventunesima nella storia del club, la prima stagione in Championship, il secondo livello del calcio inglese, dopo la retrocessione della stagione precedente dalla Premier League 2024-2025. Questa stagione vedrà il Leicester City impegnato, oltre che in campionato, anche in FA Cup ed in League Cup.

## Divise e sponsor
Lo sponsor tecnico, per la stagione 2025-2026, sarà l'azienda tedesca Adidas. Come Main Sponsor ufficiale è King Power, gruppo aziendale thailandese con sede a Bangkok, attivo nel settore della gestione di negozi duty-free aeroportuali; anche per questa stagione Bia Saigon, società controllata dalla ThaiBev, multinazionale thailandese nel campo delle bevande, è stato Sleeve Sponsor per tutte le divise.
| Casa | Trasferta | Terza divisa |

## Rosa
Rosa e numerazione sono aggiornati al 15 luglio 2025.
| N. |                        | Ruolo | Calciatore         |
| -- | ---------------------- | ----- | ------------------ |
| 2  | Inghilterra (bandiera) | D     | James Justin       |
| 3  | Belgio (bandiera)      | D     | Wout Faes          |
| 4  | Inghilterra (bandiera) | D     | Conor Coady        |
| 5  | Italia (bandiera)      | D     | Caleb Okoli        |
| 6  | Nigeria (bandiera)     | C     | Wilfred Ndidi      |
| 7  | Ghana (bandiera)       | C     | Abdul Fatawu       |
| 8  | Inghilterra (bandiera) | C     | Harry Winks        |
| 10 | Inghilterra (bandiera) | A     | Stephy Mavididi    |
| 11 | Marocco (bandiera)     | C     | Bilal El Khannouss |
| 14 | Giamaica (bandiera)    | A     | Bobby Reid         |
| 16 | Danimarca (bandiera)   | D     | Victor Kristiansen |
| 18 | Ghana (bandiera)       | A     | Jordan Ayew        |
| 19 | Francia (bandiera)     | A     | Odsonne Edouard    |
| 20 | Zambia (bandiera)      | A     | Patson Daka        |
| 21 | Portogallo (bandiera)  | D     | Ricardo Pereira    |
| 22 | Inghilterra (bandiera) | C     | Oliver Skipp       |

| N. |                        | Ruolo | Calciatore         |
| -- | ---------------------- | ----- | ------------------ |
| 23 | Danimarca (bandiera)   | D     | Jannik Vestergaard |
| 24 | Francia (bandiera)     | C     | Boubakary Soumaré  |
| 25 | Francia (bandiera)     | D     | Woyo Coulibaly     |
| 26 | Inghilterra (bandiera) | D     | Ben Nelson         |
| 27 | Portogallo (bandiera)  | A     | Wanya Marçal       |
| 28 | Irlanda (bandiera)     | A     | Thomas Cannon      |
| 30 | Danimarca (bandiera)   | P     | Mads Hermansen     |
| 31 | Danimarca (bandiera)   | P     | Daniel Iversen     |
| 32 | Inghilterra (bandiera) | C     | Michael Golding    |
| 33 | Inghilterra (bandiera) | D     | Luke Thomas        |
| 35 | Irlanda (bandiera)     | A     | Kasey McAteer      |
| 39 | Zimbabwe (bandiera)    | A     | Tawanda Maswanhise |
| 40 | Argentina (bandiera)   | C     | Facundo Buonanotte |
| 41 | Polonia (bandiera)     | P     | Jakub Stolarczyk   |
| 47 | Inghilterra (bandiera) | C     | Arjan Raikhy       |
| 93 | Inghilterra (bandiera) | C     | Jeremy Monga       |

## Risultati

### EFL Cup

#### Turni eliminatori
| Huddersfield 13 agosto 2025, ore 19:45 WEST Primo turno | Huddersfield Town | – referto | Leicester City | Kirklees Stadium |

## Statistiche

### Statistiche di squadra
Statistiche aggiornate al 16 luglio 2025.
| Competizione | Punti | In casa | In casa | In casa | In casa | In casa | In casa | In trasferta | In trasferta | In trasferta | In trasferta | In trasferta | In trasferta | Totale | Totale | Totale | Totale | Totale | Totale | DR |
| Competizione | Punti | G       | V       | N       | P       | Gf      | Gs      | G            | V            | N            | P            | Gf           | Gs           | G      | V      | N      | P      | Gf     | Gs     | DR |
| ------------ | ----- | ------- | ------- | ------- | ------- | ------- | ------- | ------------ | ------------ | ------------ | ------------ | ------------ | ------------ | ------ | ------ | ------ | ------ | ------ | ------ | -- |
| Championship | -     | -       | -       | -       | -       | -       | -       | -            | -            | -            | -            | -            | -            | -      | -      | -      | -      | -      | -      | -  |
| FA Cup       | -     | -       | -       | -       | -       | -       | -       | -            | -            | -            | -            | -            | -            | -      | -      | -      | -      | -      | -      | -  |
| League Cup   | -     | -       | -       | -       | -       | -       | -       | -            | -            | -            | -            | -            | -            | -      | -      | -      | -      | -      | -      | -  |
| Totale       | -     | -       | -       | -       | -       | -       | -       | -            | -            | -            | -            | -            | -            | -      | -      | -      | -      | -      | -      | -  |

### Andamento in campionato
| Giornata  | 1 | 2 | 3 | 4 | 5 | 6 | 7 | 8 | 9 | 10 | 11 | 12 | 13 | 14 | 15 | 16 | 17 | 18 | 19 | 20 | 21 | 22 | 23 | 24 | 25 | 26 | 27 | 28 | 29 | 30 | 31 | 32 | 33 | 34 | 35 | 36 | 37 | 38 | 39 | 40 | 41 | 42 | 43 | 44 | 45 | 46 |
| --------- | - | - | - | - | - | - | - | - | - | -- | -- | -- | -- | -- | -- | -- | -- | -- | -- | -- | -- | -- | -- | -- | -- | -- | -- | -- | -- | -- | -- | -- | -- | -- | -- | -- | -- | -- | -- | -- | -- | -- | -- | -- | -- | -- |
| Luogo     |   |   |   |   |   |   |   |   |   |    |    |    |    |    |    |    |    |    |    |    |    |    |    |    |    |    |    |    |    |    |    |    |    |    |    |    |    |    |    |    |    |    |    |    |    |    |
| Risultato |   |   |   |   |   |   |   |   |   |    |    |    |    |    |    |    |    |    |    |    |    |    |    |    |    |    |    |    |    |    |    |    |    |    |    |    |    |    |    |    |    |    |    |    |    |    |
| Posizione |   |   |   |   |   |   |   |   |   |    |    |    |    |    |    |    |    |    |    |    |    |    |    |    |    |    |    |    |    |    |    |    |    |    |    |    |    |    |    |    |    |    |    |    |    |    |

Legenda:

Luogo: C = Casa; T = Trasferta. Risultato: V = Vittoria; N = Pareggio; P = Sconfitta.